# Ridön, Västmanland

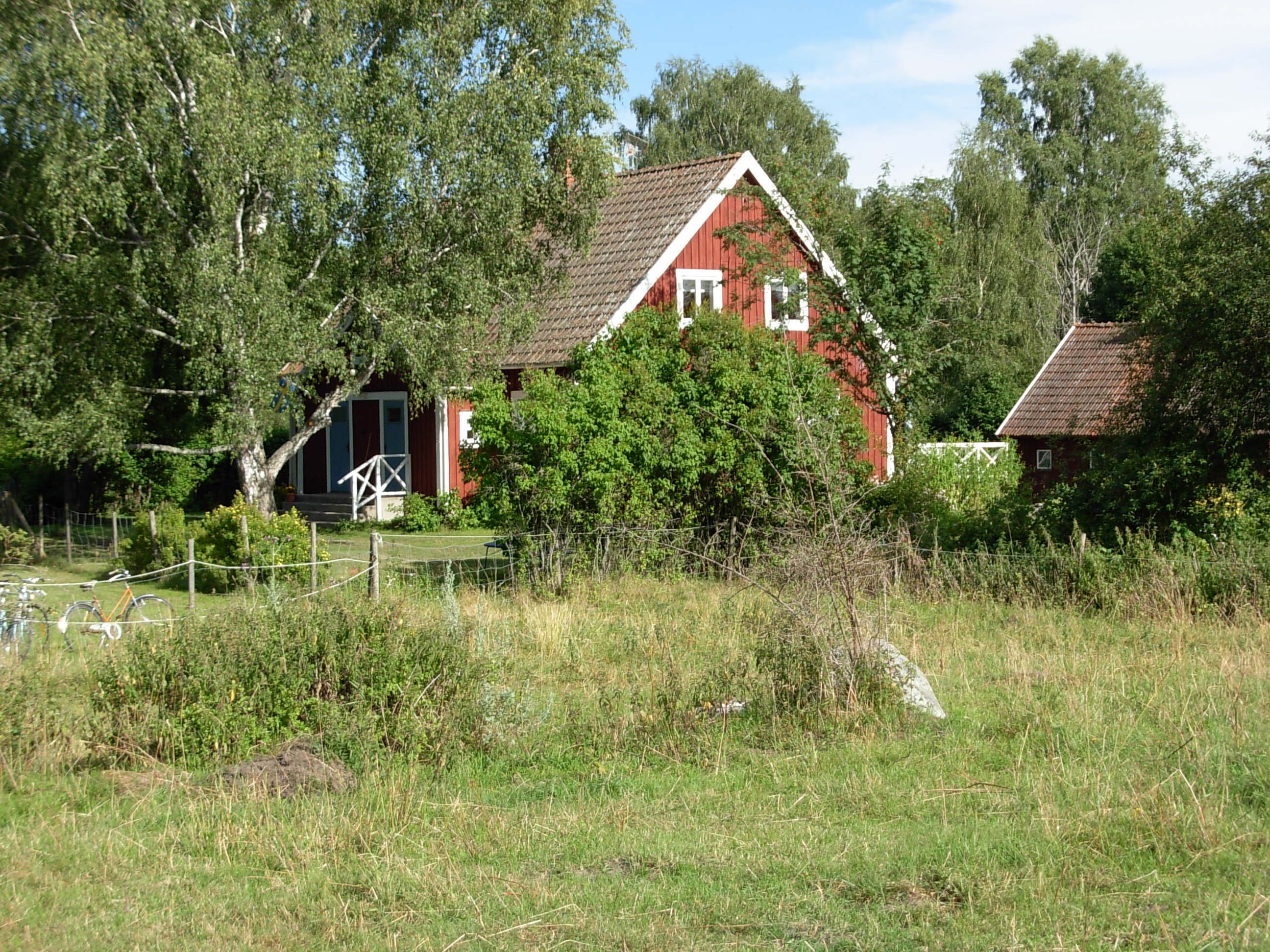
Hus på Ridön, en ö i Mälaren.

Ridön är en ö i sjön Mälaren söder om Västerås i Västmanlands län. Inom naturreservatet Ridö-Sundbyholmsarkipelagen finns ädellövskogar som anses vara en av de artrikaste i landet när det gäller träd och buskar.